# 横浜文化体育館

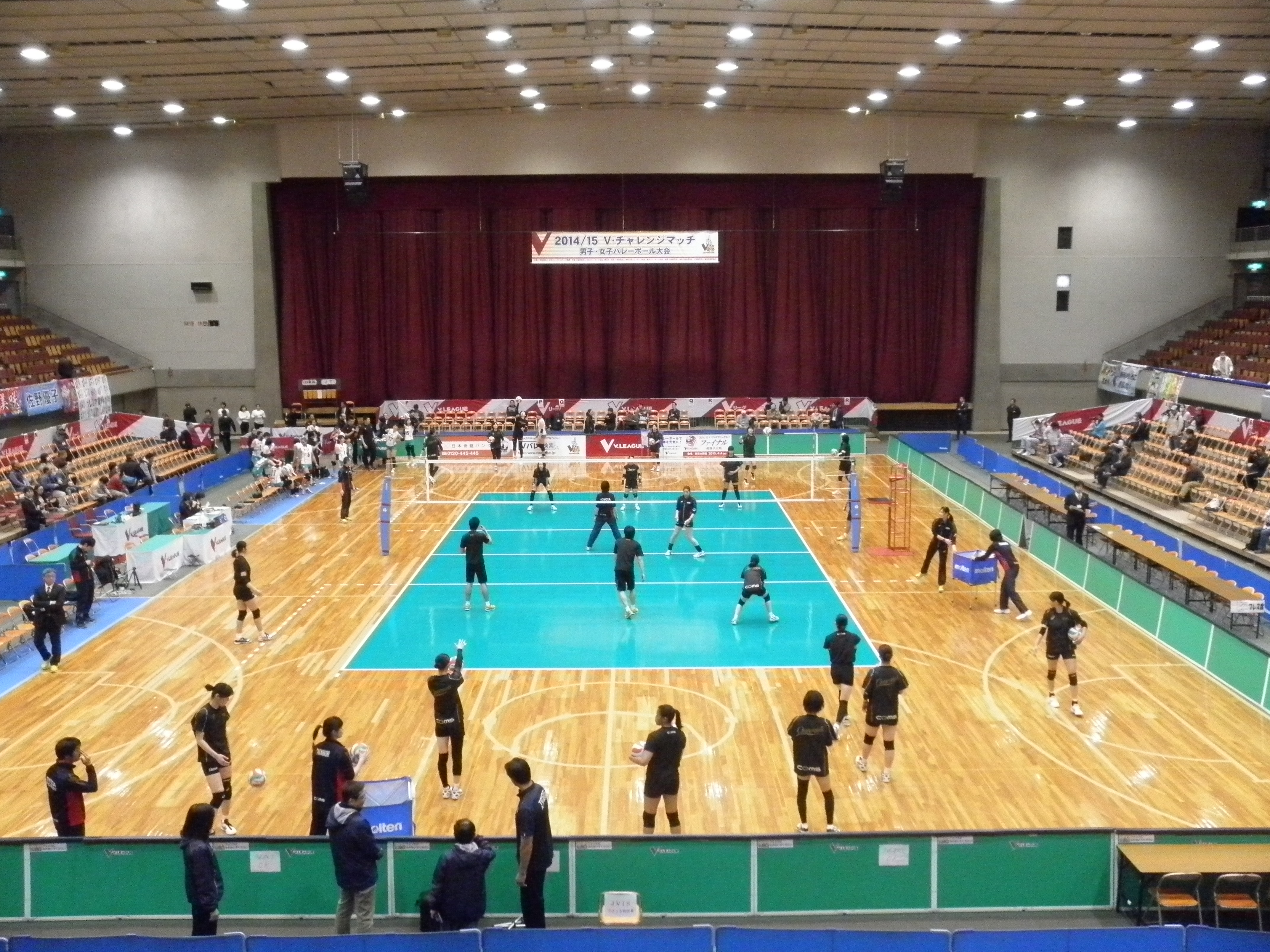
アリーナ

横浜文化体育館（よこはまぶんかたいいくかん）は、神奈川県横浜市中区にかつて存在した体育館である。略称は横浜文体（よこはまぶんたい）。
施設は横浜市が所有し、横浜市スポーツ協会・ミズノ共同事業体が運営管理を行っていた。当時の横浜市長で日本体育協会会長などを務めた平沼亮三のスポーツ界への功績を記念し、神奈川県との合弁事業として建設された。
付帯施設として、平沼記念レストハウスがあった。

## 概要
東京オリンピックを2年後に控えた1962年（昭和37年）に横浜開港100年祭の記念事業として同年5月23日に開館した。東京オリンピックではバレーボール強化練習会場や、大会のバレーボール競技会場として利用された。関内駅・伊勢佐木長者町駅に近く交通アクセスも良かったため、卓球大会・プロレス・ボクシング・サーカスなど国際レベル・市民レベルのスポーツイベントに使用された他、コンサート、入学式・卒業式、成人式会場など、さまざまな用途で使われオープン以来、延べ約2,700万人に利用された。
現在の横浜スタジアムの場所にあった横浜公園体育館を上回る客席数（約5,000席）を有しており、1989年に横浜アリーナが完成するまでは神奈川県内で最大規模の屋内施設であった。また日常的に体育館事務局主催のスポーツ教室、カルチャー教室などが開催されていた。
建物の老朽化や利用形態の多様化や設備への要求に応えるのが難しくなってきたことから、横浜市では横浜文化体育館再整備事業を進め、2017年9月にフジタグループが落札した。本館は2020年9月6日に閉館し建て替えられ、メインアリーナとなる「横浜BUNTAI」が2024年4月に開館した。なお本館近くの横浜市立横浜総合高等学校旧校舎跡地には、サブアリーナである「横浜武道館」が整備され、本館閉館に先立つ2020年7月24日に開館した。

## 施設
本館
- アリーナ：40m×48m、高さ13m、面積1,920m2
- 観客席：2階1,723席、3階504席
- 集会用アリーナ内仮設着席数：3024席

## 開催された主なイベント

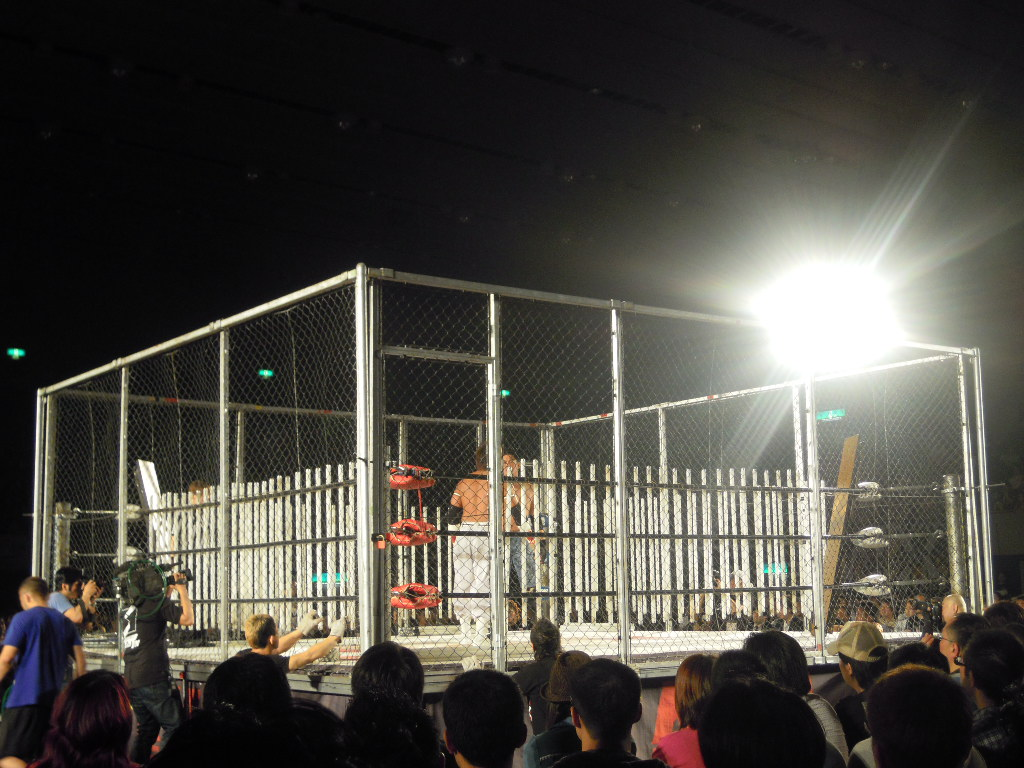
大日本プロレスの興行
（2010年5月4日 大日本・横浜大会
BJW認定デスマッチヘビー級選手権試合
金網蛍光灯200本デスマッチ
（王者）宮本裕向vs伊東竜二（挑戦者）戦）

### スポーツ・格闘技
- 1964年東京オリンピックのバレーボール競技
- かながわ・ゆめ国体ハンドボール競技
- 大相撲横浜場所
- プロボクシング世界タイトルマッチ（花形進、川島郭志、川嶋勝重、内山高志など）
- 大橋ボクシングジム主催「フェニックスバトル」
- プロレス・格闘技興行（新日本・全日本・NOAH、大日本プロレス等）
- 全日本ジュニアレスリング選手権大会
- 全日本ジュニア体操競技選手権大会
- 皇后盃全日本女子柔道選手権大会（2008年より）
- プロバスケットボールbjリーグ/Bリーグ・横浜ビー・コルセアーズ戦
  - 2011-12シーズン bjリーグ：公式戦5試合
  - 2012-13シーズン bjリーグ：公式戦3試合
  - 2013-14シーズン bjリーグ：公式戦2試合
  - 2014-15シーズン bjリーグ：公式戦2試合
  - 2015-16シーズン bjリーグ：公式戦4試合
  - 2016-17シーズン Bリーグ：公式戦4試合
  - 2017-18シーズン Bリーグ：公式戦4試合/プレーオフ2試合

### コンサート
- サザンオールスターズ（1979年 - 1981年）
- 甲斐バンド（1980年）
- 杉山清貴&オメガトライブ （1985年）
- とんねるず（1986年）
- BOØWY（1987年）
- 少年隊（1988年）
- エアロスミス（1988年）
- 美川憲一＆コロッケジョイントライブ（1991年）
- スターダストレビュー（1992年）
- ボン・ジョヴィ（1993年）
- ボブ・ディラン（1994年）
- セーラームーンショー＆アニメコンサート（1995年）
- シンディ・ローパー（1995年）
- ゆず（1998年 - 2020年）- 当施設、最後の公演を飾った[4]。
- SILENT SIREN（2019年）
- iKON（2019年）

ほか